# Зуша (посёлок)
Зу́ша — посёлок в Новосильском районе Орловской области. Входит в Прудовское сельское поселение.

## География
Расположен на равнинном месте в излучине реки Зуша в 13 км от Новосиля, в 2,5 км от ближайшего населённого пункта Мужиково.

## История
Посёлок Зуша (в просторечии Сорочий) образовался в послереволюционное советское время. Основными переселенцами были жители деревни Мужиково и села Голунь.

## Население
| 2010 |
| ---- |
| 4    |

## Примечание
1. 1 2  Всероссийская перепись населения 2010 года. 7. Численность населения городских округов, муниципальных районов, городских и сельских поселен